# Cynar

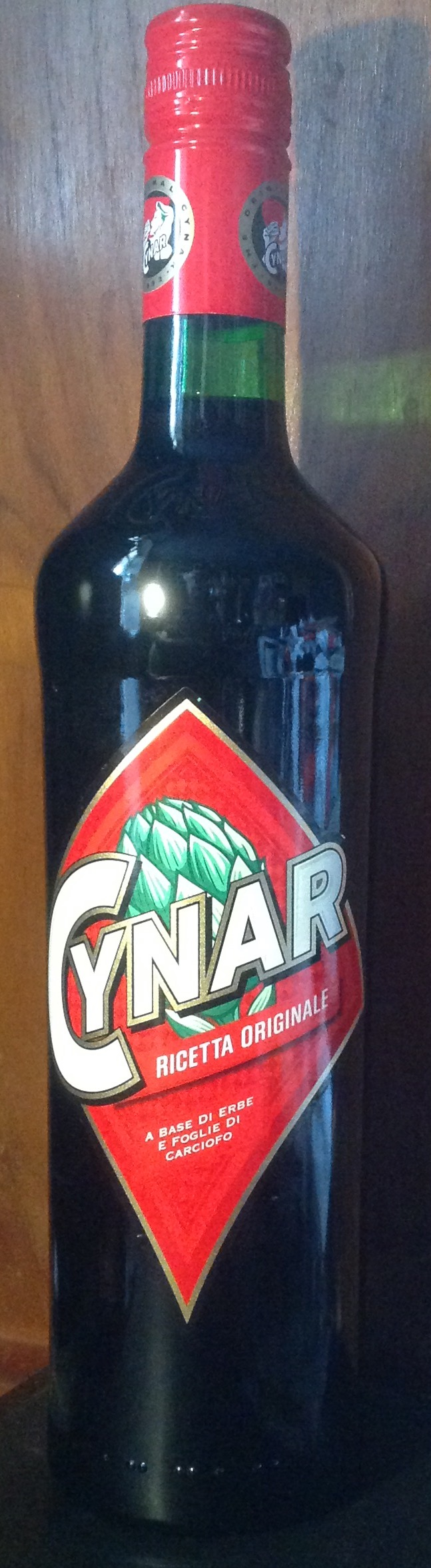

Cynar é um bitter à base de alcachofra criado em 1952 pelo empresário veneziano Angelo Dalle Molle.  Tornou-se popular entre os carrosséis de televisão dos anos sessenta. Atualmente pertence ao Grupo Campari.

## Recursos
É baseado na essência das folhas de alcachofra e infundido com treze ervas e plantas, tem um sabor doce e amargo (agridoce) e uma cor escura. Seu teor de álcool é de 16,5 graus. Nasceu como aperitivo e como digestivo, já que contém cinarina, uma substância extraída da alcachofra que favorece a digestão.